# ویزونه
ویزونه (به ایتالیایی: Visone) یک کومونه در ایتالیا است که در استان آلساندریا واقع شده‌است. ویزونه ۱۲٫۶ کیلومتر مربع مساحت و ۱٬۱۷۸ نفر جمعیت دارد.